# Dinosaur Stampede National Monument

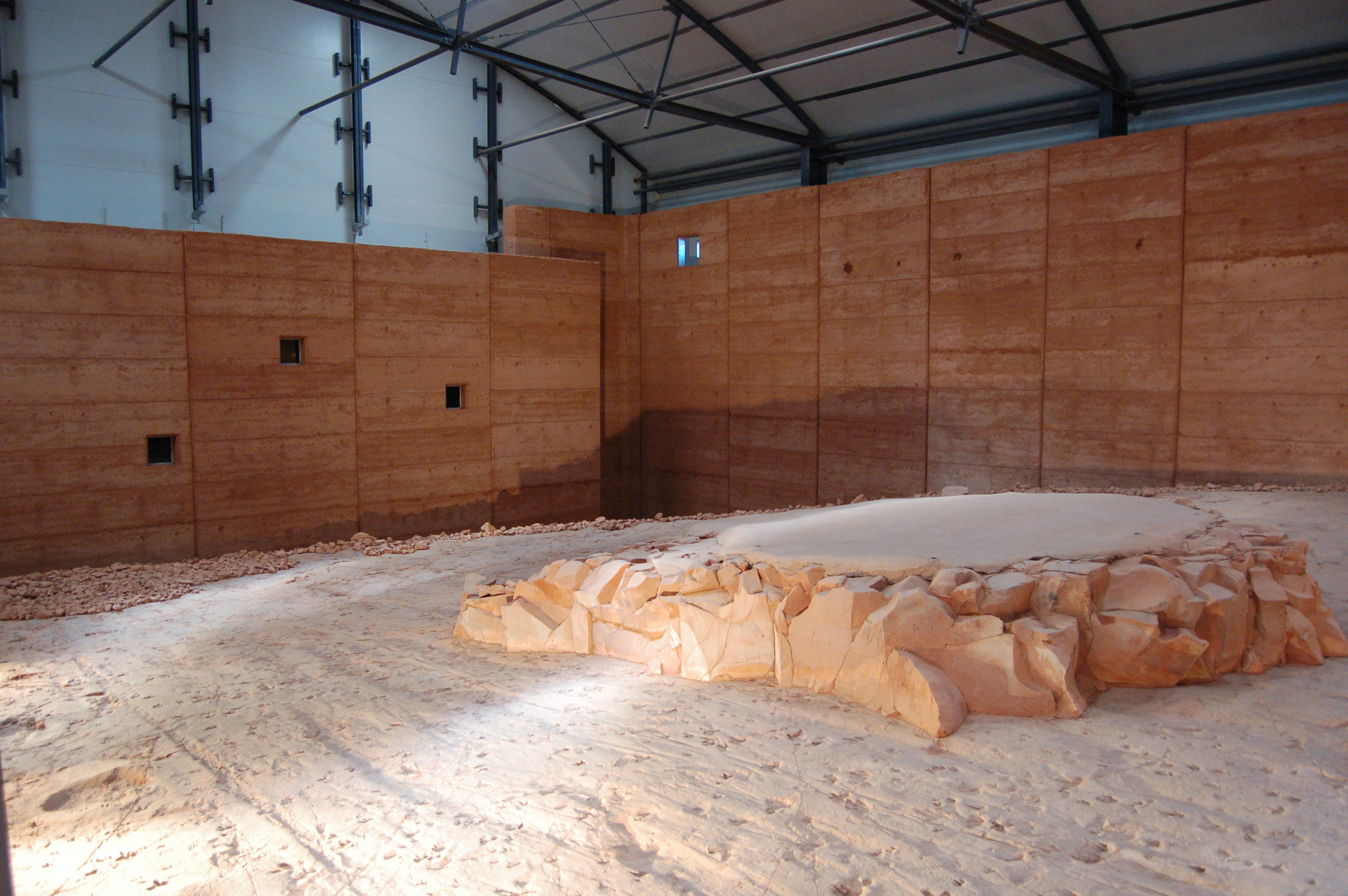
Inneres Schutzgebäude, das die Dinosaurierspuren im Lark Quarry schützt

Das Dinosaur Stampede National Monument (dt. Nationales Denkmal einer Dinosaurier-Stampede), auch Lark Quarry (dt. Lark-Steinbruch) genannt, befindet sich im 374 ha großen Lark Quarry Conservation Park, 110 km südwestlich von Winton im Westen von Queensland in Australien.
In diesem Steinbruch befinden sich die einzigen bisher bekannten Spuren einer Stampede von Dinosauriern.

## Ereignis

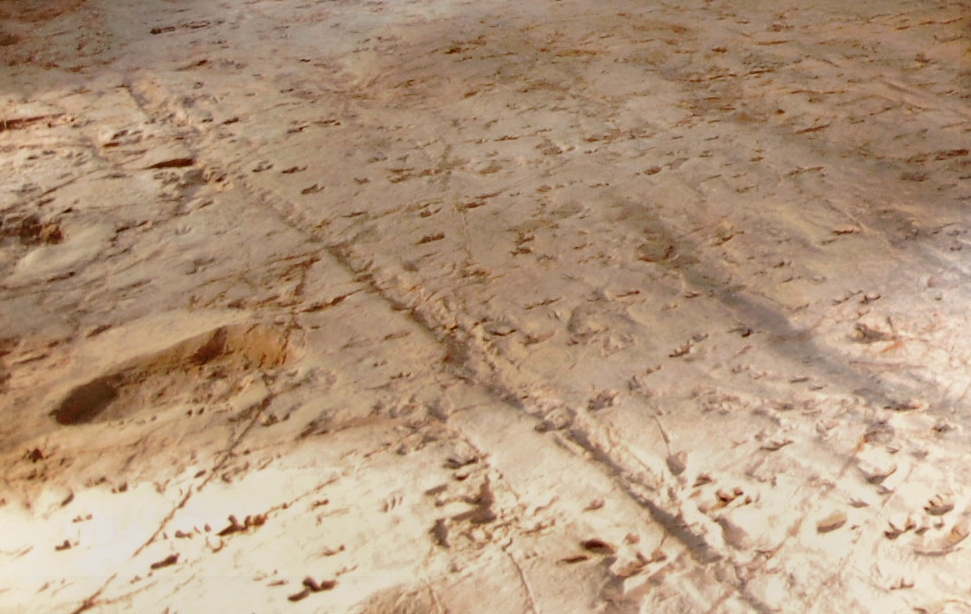
Detail mit Spuren

Ursprünglich ging man davon aus, dass eine Gruppe von möglicherweise 180 hühnergroßen Coelurosauria Skartopus und zwerghuhn- bis emugroßen Wintonopus, durch die Ankunft eines einzelnen sehr großen fleischfressenden Theropodenen, eines Tyrannosaurus, in Panik geriet. Der große Dinosaurier war etwa 10 m lang und hinterließ etwa 50 cm große Fußabdrücke. Es wird angenommen, dass die zweibeinigen fleischfressenden Skartopus und Wintonopus durch den Tyrannosauropus aufgescheucht wurden und dabei tausende von Fußspuren in dem damals vorhandenen Watt hinterließen. Durch Untersuchungen der University of Queensland jedoch zeigte sich, dass die großen Spuren nicht zu einem Therapoden gehören, sondern möglicherweise zu einem großen pflanzenfressenden Muttaburrasaurus.
Nicht lange nach diesem Vorfall vor etwa 95 Millionen Jahren in der späten Kreidezeit stieg 
das Wasser an, deckte die Spuren mit sandigen Sedimenten zu, bevor der Schlamm austrocknete. Die Fußspuren waren mit Sand und Schlamm über die Zeit hinweg bedeckt, als die Flüsse und Seen in diesem Gebiet anstiegen oder fielen. Über lange Zeiträume wurde die Flussebene mit Sand und Sümpfen gefüllt, von niedrigem Bewuchs bedeckt, bis sie schließlich austrocknete und die Sedimente mit den Fußspuren versteinerten.

## Entdeckung
Die Dinosaurierspuren wurden in den 1960er Jahren vom Manager des nahe gelegenen Seymour-Steinbruchs entdeckt. Paläontologen des Queensland Museum und der University of Queensland legten die Spuren in den Jahren von 1976 bis 1977 frei (der Steinbruch ist nach Malcolm Lark benannt, einem Ehrenamtlichen, der große Massen des auflagernden Gesteins entfernte). Insgesamt wurden mehr als 60 Tonnen Gestein auf einer Fläche von etwa 210 m² entfernt, auf dem sich etwa 3300 Dinosaurierspuren befinden. 

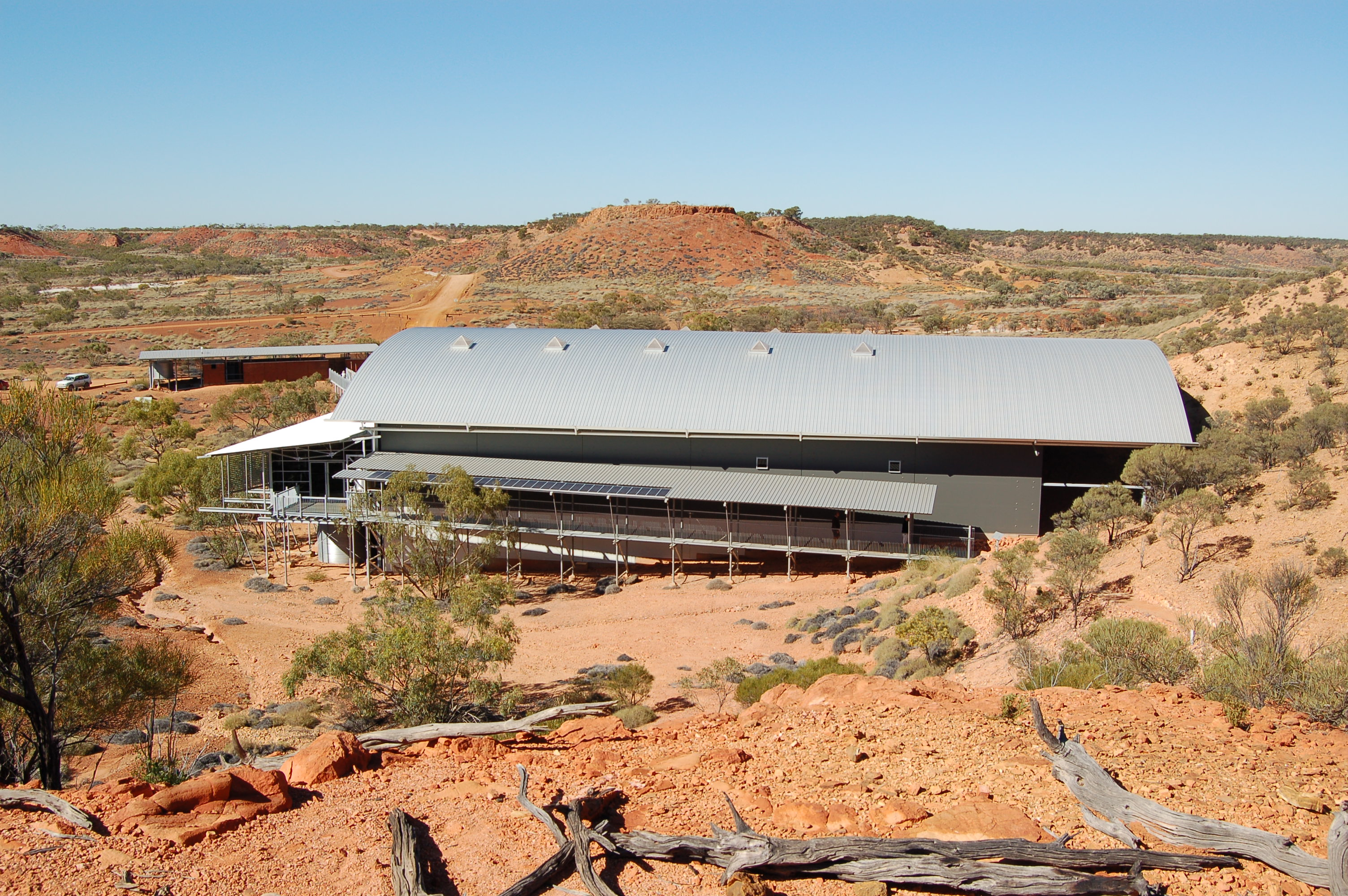
Das Schutzgebäude im Lark Quarry

Das erste Schutzdach wurde 2002 erstellt, um die Spuren nicht der Verwitterung preiszugeben. Es schützt den Hauptteil der Abdrücke vor einer Zerstörung durch Temperaturwechsel und Feuchtigkeit, hält fließendes Wasser, Menschen und Wildtiere ab.
Das Dinosaur Stampede National Monument wurde wegen ihres besonderen Wertes und ihrer Seltenheit am 20. Juli 2004 in die Australian National Heritage List aufgenommen.

## Touristische Informationen
Das Monument ist zwar mit normalen Fahrzeugen auf unbefestigten Straßen erreichbar, über den ab Winton beginnenden Lark Quarry Dinosaur Track, allerdings wird die Nutzung eines Allrad-Fahrzeugs empfohlen. Camping ist im Park nicht erlaubt und es stehen dort keine Unterkünfte zur Verfügung. Es werden auch touristisch organisierte Reisen dorthin angeboten.
Im Schutzgebäude können die Besucher die freigelegten Spuren von einer Galerie aus betrachten, die durch ein Licht beleuchtet werden, das aus Solarenergie erzeugt wird.